# Diane Atkinson
Pour les articles homonymes, voir Atkinson.
Diane Atkinson est une historienne et écrivaine britannique. Elle est l'auteure d'ouvrages sur les suffragettes de la première vague féministe et du Women's Social and Political Union.

## Biographie

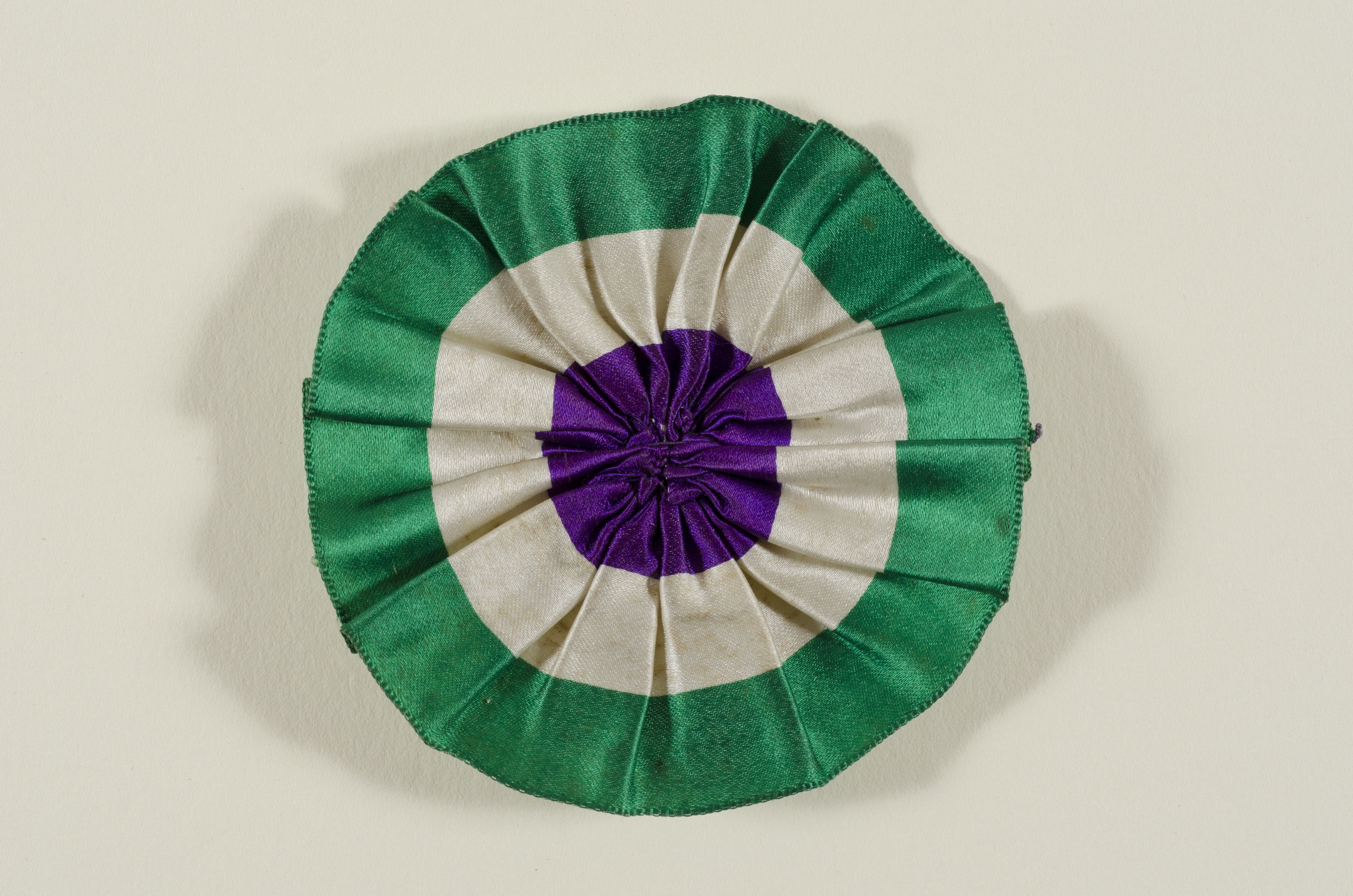
Rosette tricolore du WSPU (1913)

Diane Atkinson obtient un master en écriture biographique de l'université d'East Anglia, et elle est titulaire d'un doctorat de l'université de Londres sur la politique du travail des femmes. Elle est conservatrice au musée de Londres, où elle réalise en 1992 une exposition sur les suffragettes, le titre du catalogue, The Purple, White and Green: Suffragettes in London, faisant référence aux trois couleurs emblématiques du Women's Social and Political Union : le violet pour la dignité, le blanc pour la pureté et le vert pour l'espoir.

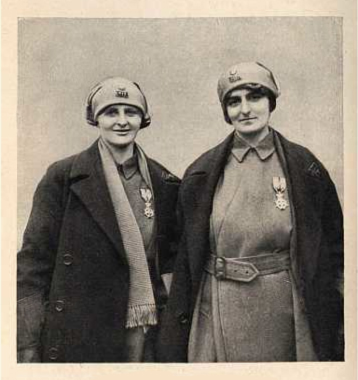
Elsie Knocker et Mairi Chisholm (1917)

Elle a écrit plusieurs livres sur les suffragettes et sur les luttes des femmes en faveur du droit de vote au Royaume-Uni. Elle publie en 1988 Votes for Women. En 2018, elle relate les expériences détaillées de la campagne des femmes dans Rise up, women! the remarkable lives of the suffragettes,.
Love and Dirt, publié en 2004, porte sur la vie du couple formé par le fétichiste Arthur Munby (en) et sa domestique Hannah Cullwick, et leur relation sado-masochiste. Son livre a inspiré Upstairs Downstairs Love, un documentaire dramatique diffusé sur Channel 4 en juin 2008.
Elle publie en 2010 Elsie et Mairi go to War. Elsie Knocker (en) et Mairi Chisholm (en) s'engagent comme infirmières sur le front des Flandres en 1914 et pour la durée de la guerre, leurs activités de motocyclistes les rendent célèbres et leur valent le surnom d'« Anges de Pervyse », d'après le nom de la commune où est situé leur poste infirmier,. La biographie de Diane Atkinson sert de base à une pièce mise en scène au festival d'Édimbourg en 2010.
Atkinson a également écrit sur The Criminal Conversation of Mrs Norton (2012). Le procès intenté en 1836 par George Norton à son épouse Caroline Norton, avec une accusation fallacieuse d'adultère, est l'un des scandales de l'époque georgienne, auquel sont mêlés Lord Melbourne et d'autres personnalités,.
Elle est consultante de réalisation pour le film Les Suffragettes  réalisé en 2015 par Sarah Gavron.
Elle est mariée avec le plasticien Patrick Hughes.

## Publications

### Ouvrages
- Votes for Women, Cambridge University Press, 1988  (ISBN 052131044X)
- The Purple, White and Green: Suffragettes in London, Museum of London, 1992.
- The Suffragettes in Pictures, Londres, The History Press/Museum of London, 1996  (ISBN 0750910178)
- Funny Girls: Cartooning for Equality, (Penguin, 1997)
- Love and Dirt: The Marriage of Arthur Munby and Hannah Cullwick (2004)  (ISBN 033378071X)
- Elsie and Mairi Go to War : Two Extraordinary Women on the Western Front, 2009  (ISBN 9781848091351)
- The Criminal Conversation of Mrs Norton, Random House, 2012.
- Rise up, Women! : The Remarkable lLives of the Suffragettes, Bloomsbury, 2018 (ISBN 9781408844045).

### Articles
- « They faced death without flinching », The London Library Magazine, automne 2018, no 41, p. 22-25, [lire en ligne]